# Krebsbachtal bei Ruppertshain
Das Naturschutzgebiet und FFH-Gebiet Krebsbachtal bei Ruppertshain liegt auf dem Gebiet der Stadt Kelkheim (Taunus) im Main-Taunus-Kreis in Hessen.
Das etwa 86 ha große Gebiet, das im Jahr 1992 unter der Kennung 1436011 unter Naturschutz gestellt wurde, erstreckt sich südöstlich von Ruppertshain, einem Stadtteil der Stadt Kelkheim. Im Jahr 2000 wurde das Gebiet flächen- und namensgleich als FFH-Gebiet in das europäische Natura 2000-Netzwerk aufgenommen.
Am westlichen Rand des Gebietes, durch das Gebiet hindurch und südöstlich davon verläuft die Landesstraße L 3016, südlich und östlich verläuft die B 455. Durch das Gebiet hindurch fließt der Fischbach.
Westlich des Gebietes erstreckt sich das etwa 119 ha große Naturschutzgebiet (NSG) Rossert - Hainkopf - Dachsbau und südöstlich das etwa 9,7 ha große NSG Kickelbach von Fischbach.